# 세바스티안 온토리아
세바스티안 온토리아 에스콜라사(스페인어: Sebastián Ontoria Escolaza; 1920년 1월 20일, 바스크 주 산 세바스티안 ~ 2004년 8월 2일, 바스크 주 산 세바스티안)는 스페인의 전 축구 선수로, 현역 시절 미드필더로 활약했다.
그는 사라고사와 레알 소시에다드 소속으로 11년 동안 라 리가 무대에서 활약하면서 213경기에 출전하여 41골을 기록했다.

## 클럽 경력
온토리아는 기푸스코아 도 산 세바스티안 출신으로, 사라고사에서 프로 무대 첫 발을 들였는데, 처음 2년 동안 단 7번의 라 리가 경기에 출전하는 데에 그쳤고, 2년차에는 소속 구단이 하부 리그로 강등당했다. 이후 그는 레알 소시에다드로 이적하면서, 스페인 내전으로 추방된 이후로 고향에 복귀했고, 1941-42 시즌, 1943-44 시즌, 그리고 1947-48 시즌에도 마찬가지로 2부 리그 강등의 쓴맛을 보았다.
온토리아는 공격수로 활약하기 시작했지만, 베니토 디아스는 그를 다시 미드필더로 전향하였고, 주장 완장도 채웠다. 온토리아는 아토차에서 14년을 보내면서 모든 대회 통틀어 374경기 출전 114골을 기록했고, 1951년에는 바르셀로나에게 패한 코파 델 헤네랄리시모 결승전에도 진출했다.
1957년, 온토리아는 세군다 디비시온의 인다우추와 바라칼도에서 1년씩 보내고 37세의 나이로 현역에서 은퇴했다. 2004년 8월 12일, 그는 향년 84세로 산 세바스티안에서 영면에 들었다.

## 국가대표팀 경력
온토리아는 1950년 4월 9일에 2-2로 비긴 포르투갈과의 1950년 FIFA 월드컵 예선전 한 차례 스페인 국가대표팀 경기에 출전했고, 스페인은 마드리드에서 5-1 대승을 거두면서 브라질에서 열린 본선 대회 진출권을 손에 넣었다.

## 사생활
내전 기간에, 온토리아는 반란 초기에 바스크군의 라라냐가 인민 전선에 입대하면서 2년 동안 사라고사의 포로 수용소에 잡혀 들어갔다.